# Porte de Choisy (metrostation)
Porte de Choisy is een station van de metro in Parijs langs metrolijn 7 en tramlijn 3a, in het 13de arrondissement.

## Geschiedenis
Het station is geopend op 7 maart 1930 aan metrolijn 10, na de verlenging van deze lijn van Place d'Italie tot Porte de Choisy. Op 26 april 1931 werd dit gedeelte overgenomen door metrolijn 7, waardoor het station sindsdien langs deze lijn ligt.
Op 16 december 2006 werd het station ook een halte van tramlijn 3.

## Ligging

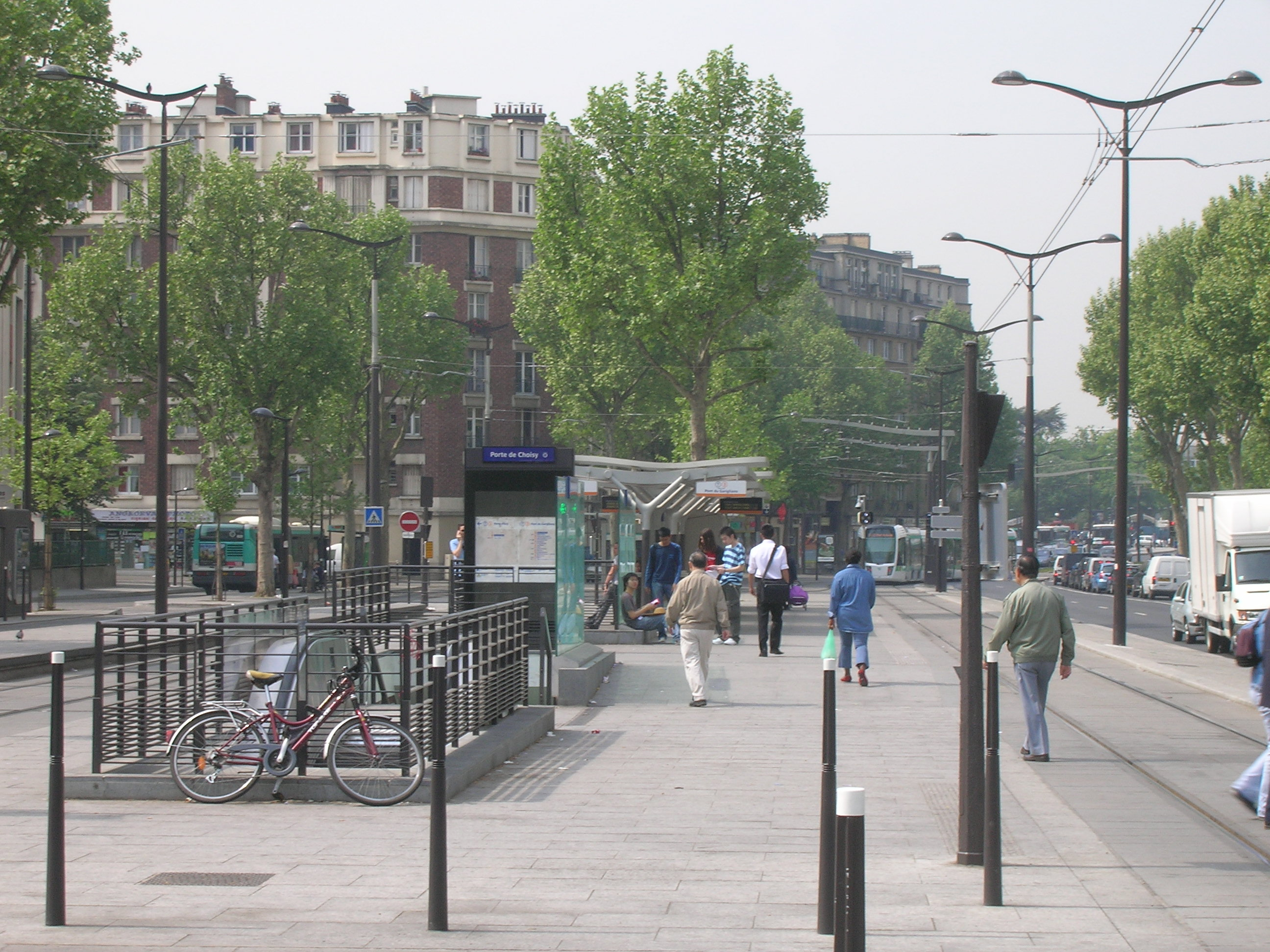
Het eilandperron van tramlijn 3.

### Metrostation
Het metrostation ligt onder de boulevard Masséna, ten oosten van de kruising bij de Porte de Choisy.

### Tramhalte
De tramhalte ligt op de boulevard Masséna, maar aan het westen van de kruising bij de Porte de Choisy. Als enige tramhalte langs tramlijn 3 heeft de halte een eilandperron. Dankzij dit eilandperron kan er een betere overstap geboden worden op metrolijn 7, omdat een van de ingangen van het metrostation zich op het eilandperron bevindt.

## Aansluitingen
Het metrostation heeft ook een bushalte voor buslijn 183, de drukste buslijn van het RATP-busnetwerk buiten Parijs. De bushalte voor deze lijn ligt naast het perron van de trams, zodat er een simpele overstap geboden kan worden.
La Courneuve - 8 Mai 1945 · 
Fort d'Aubervilliers · 
Aubervilliers - Pantin - Quatre Chemins · 
Porte de la Villette · 
Corentin Cariou · 
Crimée · 
Riquet · 
Stalingrad · 
Louis Blanc · 
Château-Landon · 
Gare de l'Est · 
Poissonnière · 
Cadet · 
Le Peletier · 
Chaussée d'Antin - La Fayette · 
Opéra · 
Pyramides · 
Palais Royal - Musée du Louvre · 
Pont Neuf · 
Châtelet · 
Pont Marie · 
Sully - Morland · 
Jussieu · 
Place Monge · 
Censier - Daubenton · 
Les Gobelins · 
Place d'Italie · 
Tolbiac · 
Maison Blanche

Zuidelijke tak: Le Kremlin-Bicêtre · 
Villejuif - Léo Lagrange · 
Villejuif - Paul Vaillant-Couturier · 
Villejuif - Louis Aragon

Zuidoostelijke tak: Porte d'Italie · 
Porte de Choisy · 
Porte d'Ivry · 
Pierre et Marie Curie · 
Mairie d'Ivry